# Byzantijnse beeldenstrijd
De Byzantijnse beeldenstrijd (ook Byzantijns iconoclasme of Byzantijnse iconoclastische periode) was in het Byzantijnse Rijk in de 8e en 9e eeuw een periode van theologische debatten en beeldenvernietiging binnen zowel de Orthodox-Katholieke Kerk als het Byzantijnse keizerlijk huis. De controverse betrof het correcte gebruik en de juiste mate van verering van iconen. De twee elkaar bestrijdende partijen worden respectievelijk als iconoclasten (iconenvernietigers) en iconodulen (iconenvereerders) aangeduid.
Een goed begrip van de iconoclastische periode in het Byzantijnse Rijk wordt wat in de weg gestaan door het feit dat de bronnen die we er nu nog over hebben over het algemeen afkomstig zijn van de overwinnaars, de iconenvereerders. Zodoende is het niet eenvoudig een redelijk objectief beeld te krijgen van wat er nu eigenlijk allemaal gebeurd is.

## De eerste iconoclastische periode: 726 tot 784
De eerste keizer die het vernielen van de religieuze afbeeldingen gebood was Leo III de Isauriër. Ergens tussen 726 en 730 gaf hij opdracht een beroemde icoon van Christus die boven de paleispoort in Constantinopel hing, te verwijderen en te vernielen. Degenen die deze opdracht ten uitvoer brachten, werden volgens Theophanes (in zijn Chronographeia) aangevallen door een groep iconenvereerders of iconodulen. Enkelen zouden zijn vermoord. De bronnen lopen uiteen over de redenen van de keizer om de oorlog te verklaren aan de iconen: sommige geschriften suggereren dat hij het deed om de moslims tegemoet te komen, andere stellen dat Leo de uitbarsting van de vulkaan op het eilandje Thera zag als een straf van God vanwege de in zijn ogen afgodische verering van de afbeeldingen. Hij verbood de iconenverering in ieder geval officieel in een edict in 730. Dit verbod strekte zich overigens niet uit tot andere afbeeldingen, zoals de beelden van de keizer, of symbolen zoals kruisen zonder corpus. Vreemd genoeg ging Leo vóór zijn beslissing niet te rade bij de Kerk, en hij schijnt werkelijk verbaasd te zijn geweest over de oppositie die hij ondervond.
Germanus I van Constantinopel, de toenmalige patriarch, was een iconenvereerder. Het is niet helemaal duidelijk of hij vrijwillig aftrad of werd afgezet. De brieven die uit die tijd van hem bewaard zijn gebleven, spreken nauwelijks over theologische achtergronden. Hij spreekt alleen zijn zorg uit dat, als het vereren van de afbeeldingen inderdaad ongeoorloofd was, de Kerk al een hele tijd in dwaling verkeerd had. Hij was bang dat een dergelijk idee de joden en de moslims in de kaart zou spelen bij hun inspanningen tegen het christendom.
In het christelijke Westen verordonneerde paus Gregorius III twee synodes, tijdens welke de beslissing viel dat de keizer tot ketterij was vervallen. Als wraakoefening legde de keizer vervolgens beslag op enkele pauselijke bezittingen. Vreemd genoeg deed de keizer niets om zijn verbod op de iconenverering ook kerkelijk te laten bestraffen: iconenverering was simpelweg verboden, omdat de keizer vond dat die in strijd was met het tweede gebod van de Tien geboden. De keizer liet ontelbare afbeeldingen in beslag nemen, waarbij hij behoorlijk profiteerde van de opeenstapeling van kostbare materialen waarvan deze iconen waren gemaakt. Hoewel er in deze iconenstrijd wel enkele martelaren vielen onder de iconodulen, stelde hij in het begin geen grootscheepse vervolging in van christenen en bisschoppen die aan de iconenverering vasthielden.
Leo stierf op 18 juni 741, en het iconenverbod werd eindelijk kerkelijk bevestigd onder het bewind van zijn zoon Constantijn V (741-775) door het Concilie van Hieria in 754, waaraan zo'n 340 bisschoppen deelnamen. Dit was echter allerminst het einde van de kwestie. Eindelijk begonnen in deze periode uitgewerkte theologische argumenten te verschijnen, zowel vóór als tegen de iconenverering. De kloosters waren echte bolwerken van de iconenverering, en door monniken werd er zoiets georganiseerd als een ondergronds “anti-iconoclasten netwerk.” De beroemdste verdediger van de iconen werd de theoloog Johannes van Damascus, als heilige nog steeds de patroon van de iconenschilders in het Oosten. Ook werd er door Theodoros, de abt van het vermaarde Stoudiosklooster een brief tegen de keizer aan paus Paschalis I gestuurd, een daad met grote politieke implicaties. Als tegenzet trok de keizer ten strijde tegen de kloosters, liet relieken in zee werpen en het aanroepen van heiligen verbieden.
De zoon van Constantijn, Leo IV (775-780), was minder rigoureus dan zijn vader. In eerste instantie probeerde hij de beide partijen te verzoenen. Aan het einde van zijn leven verviel hij echter in dezelfde onverdraagzaamheid als zijn vader. Hij vaardigde strenge decreten uit tegen de iconen, en ging zelfs zo ver dat hij van zijn vrouw Irene wilde scheiden vanwege haar voorliefde voor de beeldenverering. Voordat hij daar de kans toe kreeg, stierf hij. Irene kwam aan de macht als regentes voor haar zoon Constantijn VI (780-97) en maakte onmiddellijk een einde aan deze eerste iconoclastische periode.
De keizerin riep een concilie bijeen, bekend als het tweede concilie van Nicea, dat voor het eerst bijeenkwam in Constantinopel in 786. Het werd echter verstoord door militairen die trouw waren gebleven aan het iconoclasme. Het concilie verplaatste zich daarop naar Nicea in 787, waar het wel ongestoord voortgang kon vinden. De besluiten van het iconoclastische "concilie" van Hieria en Constantinopel werden herroepen, en dit nieuwe concilie nam bovendien de titel "7e Oecumenische Concilie" over. Het was dit concilie dat ook de goedkeuring van de paus ontving. Binnen de orthodoxie wordt dit concilie als het laatste werkelijk oecumenische beschouwd. De iconenverering hield nu stand gedurende de regeerperiodes van Irene's opvolger Nikephoros I en de twee keizers die na hem een korte tijd regeerden.

## De tweede iconoclastische periode: 815-843
Keizer Leo V (regering van 813 tot 820) vaardigde nieuwe wetten tegen de iconen uit in 813, waarschijnlijk omdat hij bepaalde militaire nederlagen toeschreef aan de toorn van God naar aanleiding van afgoderij in de vorm van iconenverering. Hij werd opgevolgd door Michael II, van wie een brief uit 824 aan Lodewijk de Vrome bekend is waarin hij zich beklaagt over de iconenverering in de Kerk en in het bijzonder het aan kinderen bij de doop toewijzen van iconen als peetouders. Hij bevestigde de decreten van het iconoclastische pseudoconcilie van 754.
Michael werd opgevolgd door zijn zoon Theophilus. Na diens dood regeerde zijn vrouw Theodora II als regentes voor hun zoontje Michael III. Zoals Irene vijftig jaar eerder, stelde zij de iconenverering opnieuw in, in 843. Om dit feit te vieren zijn er in de Oosterse Kerken feestelijkheden verbonden aan de eerste Zondag van de vasten, die "Triomf van de Orthodoxie" wordt genoemd.

## Gevolgen
Tijdens het iconoclasme werden in kerken de fresco's en mozaïeken overschilderd, soms met geometrische of natuurlijke patronen. De iconen werden vernietigd. De iconoclasten gingen zelfs zo ver, dat ze de miniaturen uit boeken verwijderden. Het Tweede Concilie van Nicea, in 787 bijeengeroepen door keizerin Irene, behandelde het iconoclasme. De vraag was: Mag men wel beelden vereren of niet? De uitspraak was: Geen latreia (eredienst die alleen aan God toekomt) wel dulia (een eerbiedige verering), oftewel geen aanbidding, maar wel verering. Gewijde iconen mochten met eerbied vereerd worden, als een genadevolle afbeelding van het "oerbeeld" van God. Als een verblijfplaats van de genade die door de wijding met de icoon verbonden is. Daarom wordt de icoon ook heilige icoon genoemd. De gewijde iconen mogen worden vereerd, niets moet. In de Oosterse Kerk duurde de beeldenstrijd evenwel voort. In 843 wonnen de monniken; het vervaardigen van afbeeldingen van heiligen werd, op aandringen van keizerin Theodora, opnieuw toegelaten. Het herstel van de iconen als voorwerpen van verering wordt tot op heden jaarlijks door de Oosters-orthodoxe Kerk herdacht met de Triomf van de orthodoxie (eerste zondag van de Grote vasten).